# Kleinbodungen
Kleinbodungen là một đô thị ở huyện Nordhausen, trong bang Thüringen, Đức. Đô thị Kleinbodungen có diện tích 5,22 km².